# Exit Stage Right
Exit Stage Right è un album dal vivo del gruppo alternative rock britannico A, pubblicato nel 2000.

## Tracce
1. Intro – 0:24
2. If It Ain't Broke, Fix It Anyway – 2:32
3. Monkey Kong – 3:44
4. A – 3:27
5. Old Folks – 4:01
6. I Love Lake Tahoe – 4:51
7. Over It – 1:43
8. Foghorn – 4:30